# Anubis
Anubis — в криптографии симметричный блочный криптоалгоритм, разработанный автором Rijndael — Винсентом Рэйменом. В алгоритме по умолчанию используется 128-битный ключ и 128-битный (16-байтный) блок, но размер ключа может быть увеличен до 320 бит с шагом в 32 бит (32N, где N = 4-10) с применением на каждые добавленные 32-бита ключа дополнительного раунда.
Anubis является вариантом алгоритма Rijndael с применением инволюций для ряда операций.
Инволюция обратна самой себе - применение инволюции переводит блок в исходное состояние. Таким образом, почти одна и та же процедура может быть использована как для зашифровки, так и для расшифровки блока. Операции над S-box (таблицей замен) и матрицей перемешивания байт каждого столбца представляют собой инволюции. Такой принцип позволяет реализовывать шифр аппаратно на оборудовании низшей ценовой категории.

## Варианты алгоритма
Существует две версии шифра Anubis; оригинальная версия использует псевдо-случайный S-box. Затем был выбран оптимальный фиксированный S-box, который применяется в «tweaked» версии — Anubis tweaked.

## Безопасность
Алгоритм не содержит каких-либо скрытых уязвимостей. На данный момент лучшим вариантом восстановления открытого текста является только полный перебор вариантов ключа, что составляет 2m-1 для m-разрядного ключа и при m=128 бит уже не представляется возможным на существующем оборудовании.